# Oberwil bei Büren
Oberwil bei Büren är en ort och kommun i distriktet Seeland i kantonen Bern, Schweiz. Kommunen har 912 invånare (2023).